# Krušetnica
Krušetnica este o comună slovacă, aflată în districtul Námestovo din regiunea Žilina. Localitatea se află la altitudinea de 656 m deasupra n.m., se întinde pe o suprafață de 16,56 km2 și în 2017 număra 958 de locuitori. Se învecinează cu comuna Breza.

## Istoric
Localitatea Krušetnica este atestată documentar din 1593.

## Demografie
| An:                | 1994 | 2004   | 2014   | 2024   |
| ------------------ | ---- | ------ | ------ | ------ |
| Număr de persoane: | 876  | 929    | 966    | 1019   |
| Diferență:         |      | +6,05% | +3,98% | +5,48% |

| An:                | 2023 | 2024   |
| ------------------ | ---- | ------ |
| Număr de persoane: | 1009 | 1019   |
| Diferență:         |      | +0,99% |